# 3-氯-5-溴苯甲醛
3-氯-5-溴苯甲醛是一种有机化合物，化学式为C7H4BrClO，它是苯甲醛苯环两个间位的氢分别被氯和溴取代得到的化合物。它可以1-氯-3,5-二溴苯、正丁基锂和二甲基甲酰胺为原料反应得到。它和三甲基三氟甲基硅烷反应，可以得到3-氯-5-溴-α-三氟甲基苯甲醇。